# Frankie Serrano
Frankie Serrano (31 de julio de 1973) es un deportista australiano que compitió en judo. Ganó tres medallas en el Campeonato de Oceanía de Judo entre los años 2002 y 2004.

## Palmarés internacional
| Campeonato de Oceanía | Campeonato de Oceanía      | Campeonato de Oceanía | Campeonato de Oceanía |
| Año                   | Lugar                      | Medalla               | Categoría             |
| --------------------- | -------------------------- | --------------------- | --------------------- |
| 2002                  | Wellington (Nueva Zelanda) | Medalla de bronce     | –60 kg                |
| 2003                  | Suva (Fiyi)                | Medalla de oro        | –60 kg                |
| 2004                  | Numea (Francia)            | Medalla de bronce     | –60 kg                |